# Grecia romana
Con l'espressione Grecia romana si tende ad indicare quel periodo della storia dell'antica Grecia che va dalla distruzione di Corinto del 146 a.C., alla successiva trasformazione della Grecia in provincia romana (27 a.C.), fino alla divisione dell'Impero romano tra Occidente e Oriente (395).
Questa voce tende a considerare anche l'influenza che Roma esercitò sull'intera area greca fin da prima della sua conquista, includendovi quindi anche il periodo che va dalla fine del III secolo a.C. al 146 a.C.

## Storia

### La Grecia prima del dominio romano (III secolo - 146 a.C.)

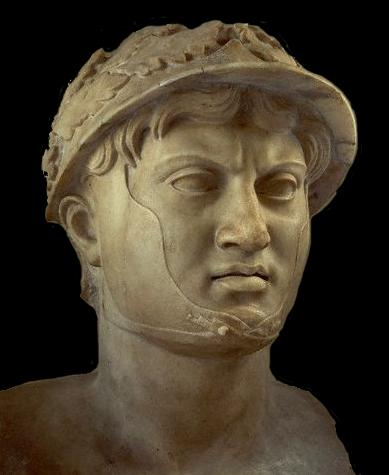
Busto di Pirro di epoca romana, dal Museo Archeologico Nazionale di Napoli.

I Greci erano a conoscenza dei Romani già a partire dal V secolo a.C., anche se fu solo con le guerre pirriche (280-275 a.C.) che Roma poté intervenire direttamente sul mondo greco. Dopo alterne vicende, infatti, i futuri padroni del mondo mediterraneo riuscirono a battere il re epirota, costringendolo a lasciare definitivamente l'Italia, e ad esercitare la propria egemonia sull'intera Magna Grecia, ad eccezione della Sicilia (Gerone II di Siracusa).
(Polibio, Storie, I, 6.7)
I Romani intervennero direttamente nelle vicende della Grecia nel 230 a.C., quando furono costretti a metter fine alla pirateria illirica che danneggiava i commerci dei mercanti italici e delle città greche della costa adriatica. Sconfitti gli Illiri, Roma strinse una serie di alleanze e rapporti di clientela con le città di Apollonia, Corcyra, Epidamnus, Issa, Oricus, Dimale e Faro del re Demetrio. Decise quindi di inviare un'ambasceria ad Etoli, Achei e tante altre popolazioni della Grecia, per rassicurarle sulle loro buone intenzioni. Gli ambasciatori romani furono non solo accolti con grande deferenza e disponibilità da parte delle genti greche, ma i Corinzi decisero sorprendentemente di ammetterli a partecipare ai giochi istmici.
Il secondo intervento romano in Grecia si ebbe quando Roma venne a conoscenza dell'alleanza stretta tra Filippo V di Macedonia e Annibale, proprio nel mezzo della seconda guerra punica (nel 215 a.C.). I Romani allora reagirono, stringendo a loro volta un'alleanza con il principale dei nemici dei Macedoni, gli Etoli, a cui poi si unì anche il Regno di Pergamo. Le ostilità terminarono nel 206-205 a.C., quando si giunse ad una pace conveniente per entrambi gli schieramenti. Fino a questo momento i Romani non avevano mostrato particolare rispetto verso i Greci, trattandoli alla pari di tante altre genti a loro sottomesse in passato. Agrigento era stata, infatti, saccheggiata durante la prima guerra punica, ed identica sorte toccò a Siracusa e a Taranto durante la seconda. Non a caso i Greci definirono i Romani "temibili barbari".

Situazione politica nella Grecia del 200 a.C., alla vigilia della seconda guerra macedonica: in verde il Regno di Pergamo, in arancio il Regno di Macedonia, in giallo il regno dei Seleucidi.

Sconfitta Cartagine, Roma volse le sue mire espansionistiche a danno degli stati ellenistici d'Oriente, essendo divenuta la potenza egemone del Mediterraneo occidentale. Nell'interpretazione di Polibio i Romani avevano iniziato a coltivare l'ambizione di dominare il mondo allora conosciuto, proprio con la fine vittoriosa della guerra annibalica e l'interessamento della Grecia ne era il compimento di un obiettivo inevitabile. Al contrario il Gruen ritiene che l'impulso iniziale fu, non tanto l'espansionismo romano, quanto attribuito alle ambizioni coltivate da Filippo V e dalla sua alleanza con Annibale.
Quando nel 200 a.C., gli abitanti di Rodi e Pergamo inviarono a Roma una richiesta d'aiuto, sentendosi minacciati dalla Macedonia di Filippo V, l'Urbe inviò a sua volta un ultimatum a quest'ultimo e, senza attendere la risposta del sovrano macedone, il Senato dichiarò la Macedonia provincia consolare. I Romani, seppure avessero da poco concluso la sanguinosissima guerra contro Annibale, avevano accolto volentieri le lamentele dei due stati ellenistici. Il Gruen ritiene che le motivazioni complessive che portarono Roma ad intervenire direttamente furono: l'odio verso Filippo; il fatto di voler prevenire una possibile coalizione di stati, difficile poi da sconfiggere; il desiderio di ripristinare la propria reputazione, non del tutto emersa nel corso del primo conflitto, dove Roma di fatto non era stata coinvolta che marginalmente.
Nel 197 a.C. il console Tito Quinzio Flaminino, dopo tre anni di guerra in cui non era accaduto nulla di significante, inflisse alle truppe macedoni una sconfitta risolutiva presso Cinocefale in Tessaglia. Il Senato, nel rispetto degli impegni assunti da Flaminio, decretò che tutte le città sottomesse al Regno di Macedonia fossero dichiarate libere e autonome, tra l'entusiasmo dei Greci (196 a.C.). E come sostiene il Gruen, «libertà» e «autonomia» erano perfettamente compatibili con l'egemonia che ora Roma esercitava nell'area. Negli anni successivi, fino al 194 a.C., quando Flaminio fece ritorno a Roma, il proconsole romano riorganizzò il mondo greco, non sempre accontentando tutti. I Romani prima di andarsene fecero un altro importante proclama: avrebbero levato tutte le guarnigioni macedoni dai territori greci e le loro legioni sarebbero tornate in patria, lasciando il compito di difendere la loro libertà ai Greci stessi. Si trattava forse di ipocrisia o inganno? Vero è che da questo momento in poi Roma avrebbe dimostrato che non si sarebbe più disinteressata del futuro dell'antica Grecia.
Ma il nuovo status quo imposto dai Romani, che volevano instaurare in Grecia una pace comune, fondata sulla risoluzione pacifica di tutte le controversie interne, fu messo a dura prova quando la Lega etolica, che si era sentita pesantemente danneggiata dagli accordi finali presi dai Romani al termine della seconda guerra macedonica, chiese l'aiuto di Nabide di Sparta e di Antioco III il Grande per liberare l'Ellade dalla tirannia romana. Fu l'inizio della guerra, prima contro il sovrano spartano, fino alla sua morte, e poi contro i Seleucidi, che si combatté tra il 191 e il 188 a.C. e che, ancora una volta, vide Roma prevalere sui regni ellenistici. Anche in questa occasione il Gruen ritiene che il conflitto fu innescato dalle aspirazioni ellenistiche, non tanto dall'espansionismo romano: Gli Etoli volevano riguadagnare i territori perduti con la pace del 196 a.C.; Nabide voleva colpire la confederazione achea; Eumene voleva indebolire la forza dei Seleucidi in Asia minore; Antioco voleva essere riconosciuto come il principale paladino della libertà ellenica. Questa la descrizione che ne fece Floro:
(Floro, Epitoma di storia romana, I, 24.2.)
Come conseguenza del trattato di Apamea (188 a.C.), tutti i territori anatolici ad ovest del fiume Tauro entrarono nella sfera di influenza romana, Antioco fu obbligato a pagare un'enorme indennità di guerra pari a 15.000 talenti e i Romani donarono generosamente ampi territori ai loro alleati più fedeli, come Eumene II di Pergamo e ai Rodi. Se ne avvantaggiarono anche il regno di Macedonia, ora amicus dei Romani, dopo aver offerto il proprio aiuto contro Antioco, e l'Acaia che era entrata nella mischia contro il re seleucide. Ancora una volta Roma aveva mostrato la sua potenza militare, ma nonostante ciò preferì non lasciare alcun presidio e neppure avviare procedimenti di annessione di qualche stato.
Il dato grave al termine di questa guerra fu che l'intervento romano aveva distrutto l'equilibrio tra i vari stati dell'antica Grecia e che aveva permesso fino a quel momento una certa loro indipendenza. Indebolendo la monarchia del regno di Macedonia e dei Seleucidi, Roma aveva imposto un dominio esclusivo ed assoluto sulla Grecia. Giovannini sostiene che la libertà che i Romani avrebbero donato ai Greci era di mera finzione. Era quindi prevedibile, prima o poi, una reazione al giogo romano e l'occasione giunse con Perseo di Macedonia, divenuto re nel 179 a.C.. Vi è da aggiungere che Roma, pur mantenendo contatti con molti stati ellenistici che ne richiedevano l'approvazione sulle proprie politiche "autonome", risultava indifferente a prendere posizione a favore di uno o dell'altro, quando tra gli stessi si scatenavano conflitti.

La battaglia di Pidna che concluse a favore di Roma le sorti della terza guerra macedonica.

Quando Perseo divenne re nel 179 a.C., si premurò di ottenere da Roma il rinnovo del trattato del 196 a.C., il riconoscimento del suo titolo di re e amicus del popolo romano. Il senato romano, soddisfatto dello status quo, accordò entrambe le richieste al re macedone, nella speranza che l'intera area venisse pacificata in un equilibrio favorevole a Roma. Il re macedone proseguì negli anni successivi ad ingraziarsi i Seleucidi, la Bitinia, l'Etolia, la Beozia e i Rodii. Nel 174 a.C., compì un viaggio a Delfi per consultare l'oracolo e proclamare la propria benevolenza verso tutti i Greci. L'errore fatale a Perseo fu di volersi ingraziare il mondo greco, ponendo l'accento sull'impopolarità e l'odio nei confronti dei Romani. L'egemonia imposta da Roma minacciava di crollare.
Il senato romano, avvertito di quanto stava accadendo dal re di Pergamo e avendo capito che ciò poteva minacciare gli interessi romani e mettere in discussione l'egemonia romana, inviò in Grecia un suo legatus per placare gli animi e mettere un po' d'ordine; contemporaneamente il senato fece approvare ai comizi la dichiarazione di guerra contro il re macedone (172 a.C.). Il senato comunicò a Perseo le sue condizioni, estremamente dure, per evitare lo scontro: resa incondizionate e abolizione della monarchia macedone. La guerra scoppiò, non tanto a causa dell'animosità di uno dei due contendenti o dello scontro tra due egemonie rivali, ma da un reciproco ed improvviso problema di mancanza di fiducia, risolvendosi in una sola battaglia: a Pidna. Il re fu sconfitto irreparabilmente, fatto prigioniero e inviato a Roma assieme a due suoi figli per il trionfo del console Lucio Emilio Paolo. Contemporaneamente il senato rese inoffensiva la Macedonia: i consiglieri del re, i suoi generali e funzionari furono deportati in Italia. La monarchia in Macedonia fu smantellata e l'ex-regno fu diviso in quattro repubbliche autonome e tributarie a Roma, alle quali venne imposto di non intraprendere più tra loro relazioni commerciali. Vennero inoltre chiuse le miniere d'oro e d'argento, metà delle imposte pagate dei Macedoni sarebbero finite nelle casse di Roma. I Romani poi trasferirono mille capi achei in Italia, trattandoli come semi-ostaggi e fecero la stessa cosa contro personaggi politici scomodi in Etolia, Beozia, Epiro, Acarnania, Tessaglia e Perrebia. Il comandante romano, Lucio Emilio Paolo, distrusse settanta città epirote e vendette 150.000 uomini come schiavi.

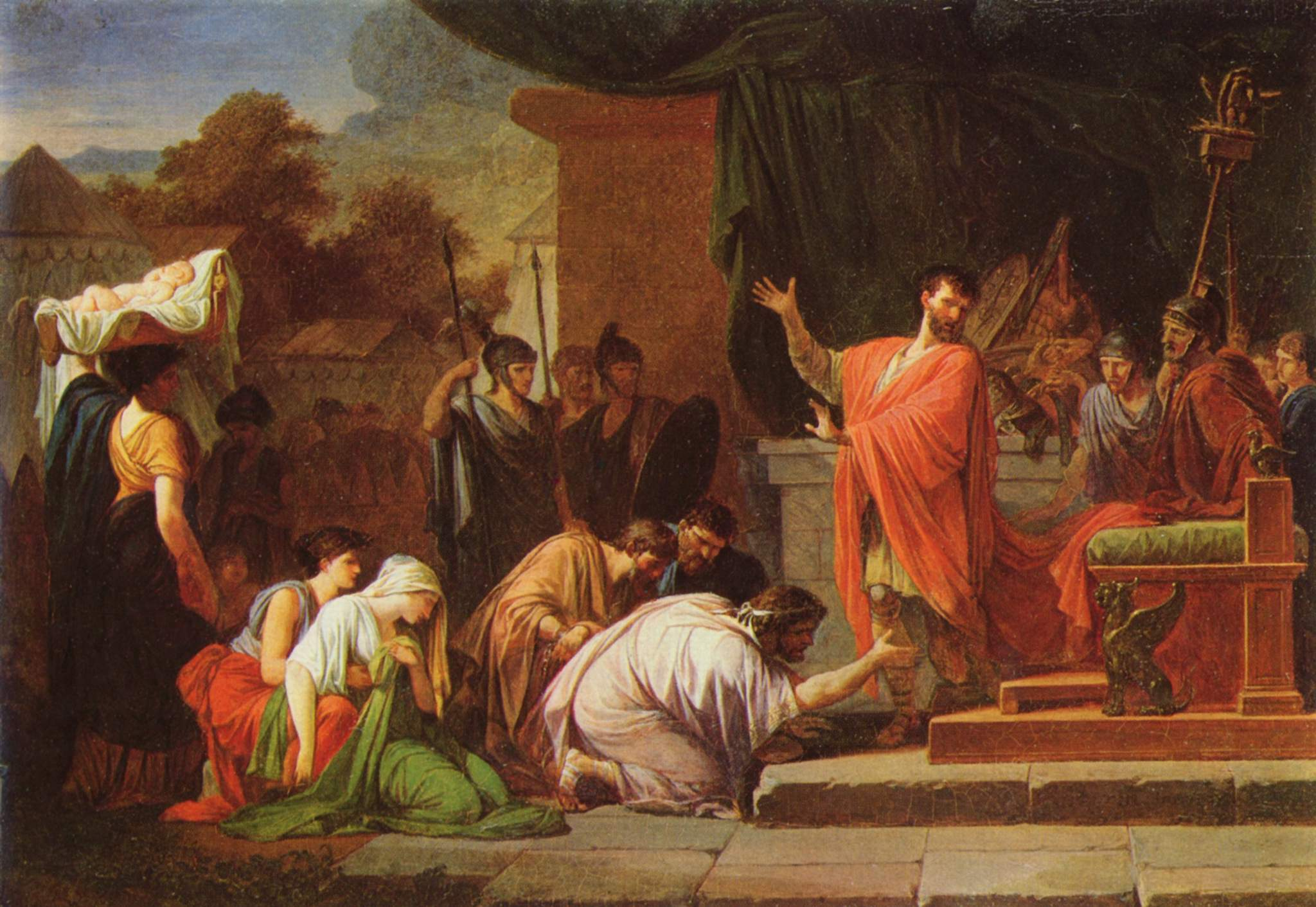
Perseo di Macedonia inginocchiato di fronte a Emilio Paolo, dipinto di Jean-François-Pierre Peyron (1802)

Dopo la fine della terza guerra macedonica, i Romani, come avevano già fatto nel corso dei precedenti conflitti, ritirarono le loro armate dall'Oriente. Non ci fu nessuna occupazione e neppure venne imposta una qualche forma di amministrazione romana. Essi non si accontentarono di indebolire la sola Macedonia: Rodi fu punita per essersi offerta di mediare a conflitto ormai concluso, sottraendole i territori attorno a Delo, che fu così trasformato in porto franco, riducendo notevolmente le entrate che ne derivavano dalla riscossione dei suoi diritti portuali; vecchi alleati di cui Roma non aveva ora più bisogno, come lo stesso Eumene II di Pergamo, vennero allontanati o comunque lasciati in disparte; vennero trattati con la massima severità tutti coloro che avevano preso le parti del regno di Macedonia o che erano rimasti neutrali. Lo stesso storico Polibio venne deportato a Roma e molti altri messi a morte. Lo storico greco riconobbe che era ormai necessario per il mondo greco sottomettersi al dominio dei Romani. Contemporaneamente il senato romano si impegnò negli anni successivi ad appoggiare continue rivolte di palazzo, usurpazioni, secessioni non solo nel vicino regno seleucide, ma dell'intero mondo ellenistico, per accelerarne la sua disgregazione e caduta.
Nonostante ciò ci fu un ultimo tentativo di ribellione alla dominazione romana nel 150 a.C.. Si racconta di un avventuriero di nome Andrisco, che aveva finto di essere figlio di Perseo, re di Macedonia, voleva ricostituirne l'antico regno antigonide. Egli aveva radunato attorno a sé un esercito e in breve tempo era riuscito a guadagnarsi il controllo della Macedonia attraverso una serie di successi militari travolgenti, tanto da minacciare la stessa Tessaglia. La facilità con cui aveva conseguito un tale risultato dopo quasi vent'anni di dominio romano, lasciò sconcertati i Romani, che avevano dovuto constatare quanto i Macedoni fossero ancora legati alla loro antica forma di monarchia. Roma fu costretta ad inviare un nuovo esercito e, dopo i primi successi iniziali dei rivoltosi, Andrisco fu battuto pesantemente dal console Quinto Cecilio Metello (nel 148 a.C.) e costretto a riparare in Tracia. Nel 146 a.C. la Macedonia fu riunificata e ricevette lo statuto di provincia romana, includendo ora anche Epiro e Tessaglia; ma Roma aveva ora l'obbligo di organizzare e difendere anche militarmente la nuova provincia.
Frattanto gli Achei non avevano mai completamente accettato la sottomissione a Roma e a partire dal 150 a.C. le tendenze indipendentiste presero il sopravvento in Grecia. Le legioni romane riuscirono però a punire duramente gli Achei e nel 146 a.C. la città di Corinto fu saccheggiata e rasa al suolo, facendo di questa città un esempio che servisse da lezione per tutti gli altri stati della regione. La lega achea fu smembrata e condannata ad una sopravvivenza puramente formale. Molte delle mura delle città greche furono abbattute e l'organizzazione politica delle poleis fu adeguata al potere romano. Da questa data in poi solo gli stati deboli sopravvissero. Il mondo politico greco non esisteva più.

### Protettorato romano (146 - 27 a.C.)
La regione venne annessa alla Repubblica romana nel 146 a.C., dopo una campagna militare condotta da Lucio Mummio e terminata con la distruzione di Corinto, la cui popolazione venne uccisa o resa schiava, e con il saccheggio della città, che fornì opere d'arte per le ville dei patrizi romani. Per la sua vittoria, Mummio ricevette l'agnomen Achaicus, "conquistatore dell'Acaia". La Grecia divenne, quindi, un protettorato romano nel 146 a.C., mentre le isole dell'Egeo entrarono a farvi parte nel 133 a.C.
L'effetto immediato che si ebbe una volta che la Grecia venne sottomessa a Roma, fu la cessazione di tutte le guerre interne tra stato e stato. Vero è che se alcuni membri dell'oligarchia senatoria furono sinceramente filoellenici e molti Romani ammirarono profondamente la cultura greca, Roma non considerò mai i Greci come suoi alleati o amici, ma come semplici sudditi, uguali a tanti altri. L'atteggiamento romano nei confronti della Grecia sembra che fosse improntato non tanto sul rispetto, ma sull'arroganza e disprezzo. Sul piano culturale, Atene mantenne il suo ruolo di centro intellettuale, venendo però surclassata da Alessandria d'Egitto.
I Romani punirono severamente i Greci ribelli e, in Grecia come altrove, i Romani si preoccuparono di arricchirsi il più possibile, con la guerra, la tassazione o il commercio. L'atteggiamento romano poi, per tutto il resto, fu di grande indifferenza, tanto da portare la Grecia ad una situazione drammatica, dove la pirateria prese il sopravvento sulla parte orientale del Mediterraneo, trovando in Creta e Cilicia le sue principali basi logistiche. Da queste regioni i pirati organizzarono spedizioni sempre più ardite nel mar Egeo, costruendo vere e proprie flottiglie, e compiendo razzie il cui obbiettivo principale era di porre in schiavitù intere popolazioni. Roma alla fine fu costretta ad intervenire, sebbene inizialmente non si fosse resa conto della politica distruttiva che aveva messo in atto, disinteressandosi della Grecia e degli stati ellenistici che gravitavano attorno ad essa. Si era inoltre reso necessario inviare in Macedonia le legioni romane per difendere i suoi confini dai continui attacchi delle popolazioni traciche e dalmatiche dell'ultimo terzo del II secolo a.C..
I successi ottenuti contro i pirati nel 102 a.C. da parte del consolare Marco Antonio Oratore, che aveva condotto una campagna nell'area cilicia, portarono alla creazione di una seconda provincia romana, quella di Cilicia nel 101-100 a.C.. Sfortunatamente questi successi iniziali si risolsero in un nulla di fatto quando, nell'88 a.C. Mitridate VI Eupatore, re del Ponto, convinse molte città-stato greche a unirsi a lui contro i Romani. E così l'Acaia insorse. Il governo della stessa Atene, formato da un'oligarchia di mercanti di schiavi e proprietari di miniere, fu rovesciato da un certo Aristione, che poi si dimostrò a favore di Mitridate, meritandosi dallo stesso il titolo di amico. Il re del Ponto appariva ai loro occhi come un liberatore della grecità, quasi fosse un nuovo Alessandro Magno.
Lucio Cornelio Silla riuscì al termine di due duri anni di guerra ad allontanare Mitridate dalla Grecia e a sedare la ribellione, saccheggiando Atene nell'86 a.C. e Tebe l'anno successivo, depredando le città sconfitte delle loro opere d'arte. Plutarco racconta che poco prima di assaltare la città di Atene, il tiranno Aristione tentò una mediazione con Silla:
(Plutarco, Vita di Silla, 13.4.)
Le battaglie decisive delle successive guerre civili romane furono combattute in Grecia e Macedonia: durante la guerra civile tra Cesare e Pompeo a Farsalo (48 a.C.); durante quella combattuta tra triumviri e cesaricidi a Filippi (42 a.C.); o tra Ottaviano e Antonio ad Azio (31 a.C.). Questo periodo contribuì a far precipitare il mondo greco in un periodo di grande sofferenza e prostrazione, lasciandolo alla fine spopolato e in rovina.

### Provincia romana (27 a.C. - 395 d.C.)
Fu solo con la creazione del principato da parte di Ottaviano Augusto che, in Grecia tornò a regnare pace ed equilibrio. Il primo imperatore romano, nel 27 a.C., trasformò la Grecia nella provincia romana di Acaia, cosa che era stata progettata dal padre adottivo, Gaio Giulio Cesare. Fu soprattutto sotto il regno del suo successore Tiberio, che la regione conobbe benevolenza e benessere rivolto ai sudditi dell'Impero romano. Egli, infatti, ridusse la tassazione alle province di Acaia e Macedonia e per due volte inviò aiuti alle città asiatiche duramente colpite da un terremoto, nel 17 e 27. I successori poi continuarono questa politica di grande disponibilità verso il mondo greco, in particolare Nerone e Adriano adottarono una politica filoellenica. Giovannini aggiunge che: “Roma finì per assumersi… le proprie responsabilità nei confronti di un popolo che per due secoli aveva spietatamente umiliato e depredato”. Al tempo di Strabone, Roma ormai si era ellenizzata, senza perdere però la propria identità; i Romani non potevano più essere percepiti come dei barbari dai Greci, quasi che la loro egemonia rappresentasse una minaccia per il mondo greco.

## Scambi culturali fra Grecia e Roma

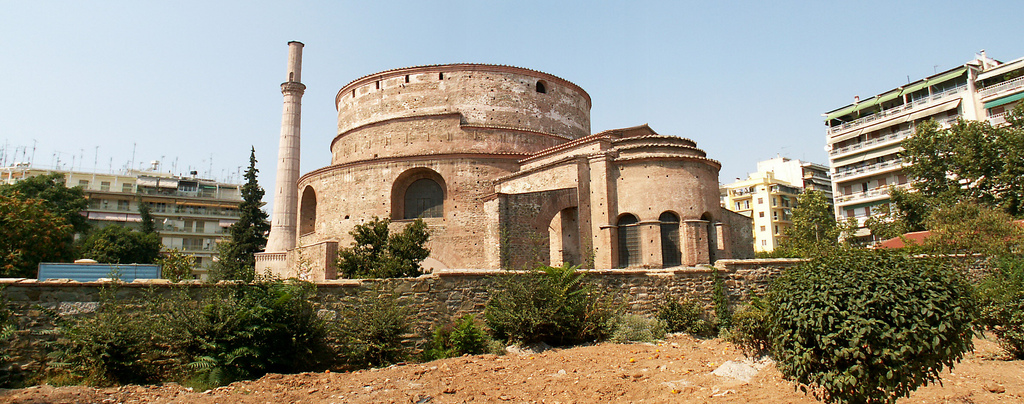
Il Mausoleo dell'imperatore romano Galerio a Salonicco

La Grecia fu una delle province chiave dell'Impero romano. Orazio lasciò scritto che Graecia capta ferum victorem cepit («la Grecia conquistata conquistò il rude vincitore»). La civiltà romana ricevette infatti un forte impulso dalla cultura greca e la lingua greca continuò a servire da lingua franca in Oriente.
Roma dal canto suo portò in Grecia il proprio diritto, le proprie istituzioni politiche e la propria tecnologia sia civile (ponti, strade, anfiteatri ecc.) che militare. Molti intellettuali greci si recarono a Roma (Polibio, Dionigi di Alicarnasso, Elio Aristide, Plutarco) e ne celebrarono le glorie. Numerosi imperatori romani, fra cui il grande Adriano, abbellirono Atene ed altre città greche, e un gran numero di patrizi amarono soggiornare in Grecia attratti dal suo prestigioso passato e da una vita culturale che si mantenne sempre viva durante tutta l'età imperiale. Un certo numero di autori latini, fra cui Seneca ed Apuleio, furono influenzati dalla letteratura greca e, da parte loro, alcuni storici e letterati di cultura e lingua elleniche preferirono esprimersi in latino per far conoscere all'Occidente il proprio pensiero: Ammiano Marcellino e Claudiano in primo luogo. La pax romana permise alla Grecia di continuare a prosperare economicamente e socialmente fino alla vigilia delle invasioni barbariche. La diffusione del Cristianesimo avvenne con una relativa precocità in Grecia e nell'Oriente ellenizzato (soprattutto in Asia Minore). Ricordiamo che san Paolo predicò a Corinto e ad Atene e che uno fra i primi grandi filosofi cristiani, Origene, seppur egiziano di nascita, era di etnia e di lingua greche.
Il processo di trasformazione non poté ancora ritenersi compiuto all'epoca di Giustiniano I (565), ultimo imperatore di madrelingua latina a salire sul trono imperiale. Nella prima metà del VII secolo tuttavia, l'imperatore Eraclio effettuò drastici cambiamenti nell'organizzazione amministrativa e militare dell'impero d'Oriente, fino ad allora ispirata a modelli romani, e impose il greco come lingua ufficiale in sostituzione del latino, prendendo atto del definitivo declino della lingua di Roma in uno stato che pur continuò a definirsi, fino alla sua definitiva scomparsa (1453), romano. Era iniziato per la Grecia un nuovo ciclo storico.

### Arte greca e arte romana
(Plinio il Vecchio, Naturalis Historia, XXXIV, 18)
La vittoria romana in Asia Minore sui Seleucidi a Magnesia nel 189 a.C. e la conquista della Grecia nel 146 a.C., con la presa di Corinto e di Cartagine, costituiscono due date fondamentali per l'evoluzione artistica dei Romani. Fino a quest'epoca il contatto con l'arte greca aveva avuto un carattere episodico, o più spesso mediato dall'arte etrusca e italica. Ora Roma possedeva direttamente i luoghi in cui l'arte ellenistica aveva avuto origine e sviluppo e le opere d'arte greche vennero portate come bottino a Roma. La superiorità militare dei romani cozzava con la superiorità culturale dei greci. Questo contrasto venne espresso efficacemente da Orazio, quando scrisse che la Grecia sconfitta aveva sottomesso il fiero vincitore (Graecia capta ferum victorem cepit). Per qualche tempo la cultura ufficiale romana disprezzò pubblicamente l'arte dei greci vinti, ma progressivamente il fascino di questa arte raffinata conquistò, almeno nell'ambito privato, le classi dirigenti romane favorendo una forma di fruizione artistica basata sul collezionismo e sull'eclettismo. In un certo senso i Romani si definirono in seguito i continuatori dell'arte greca in un arco che da Alessandro Magno giungeva fino agli imperatori.
Ma, come riconosciuto da numerosi studiosi, vi sono alcune differenze sostanziali tra arte greca e romana, a partire in primo luogo dal tema principale della rappresentazione artistica stessa: i Greci rappresentavano un logos immanente, i Romani la res. In parole più semplici, i Greci trasfiguravano in mitologia anche la storia contemporanea (le vittorie sui Persiani o sui Galati diventavano quindi centauromachie o lotte fra Dei e Giganti o ancora amazzonomachie), mentre i Romani rappresentavano l'attualità e gli avvenimenti storici nella loro realtà.
La forza morale e il senso di eticità delle rappresentazioni dei miti greci si era già comunque logorata nei tre secoli dell'ellenismo, quando da espressione comunitaria l'arte si era "soggettivata", diventando cioè espressione di volta in volta della potenza economica e politica di un sovrano, della raffinatezza di un collezionista o dell'ingegnosità di un artefice. In questo solco i Romani procedettero poi ancora più a fondo, arrivando a rappresentare l'attualità concreta di un avvenimento storico: prima di loro solo alcuni popoli del Vicino Oriente avevano praticato tale strada, rifiutata dai Greci.
L'uso "personale" dell'arte nell'arte romana permise la fioritura dell'arte del ritratto, che si sostituì all'astrazione formale delle teste nelle statue greche. L'aggiungere teste realistiche a corpi idealizzati (come nella statua di personaggio romano da Delos), che avrebbe fatto rabbrividire un greco di età classica, era però ormai praticata dagli artisti neoattici della fine del II secolo a.C., per committenti soprattutto romani.

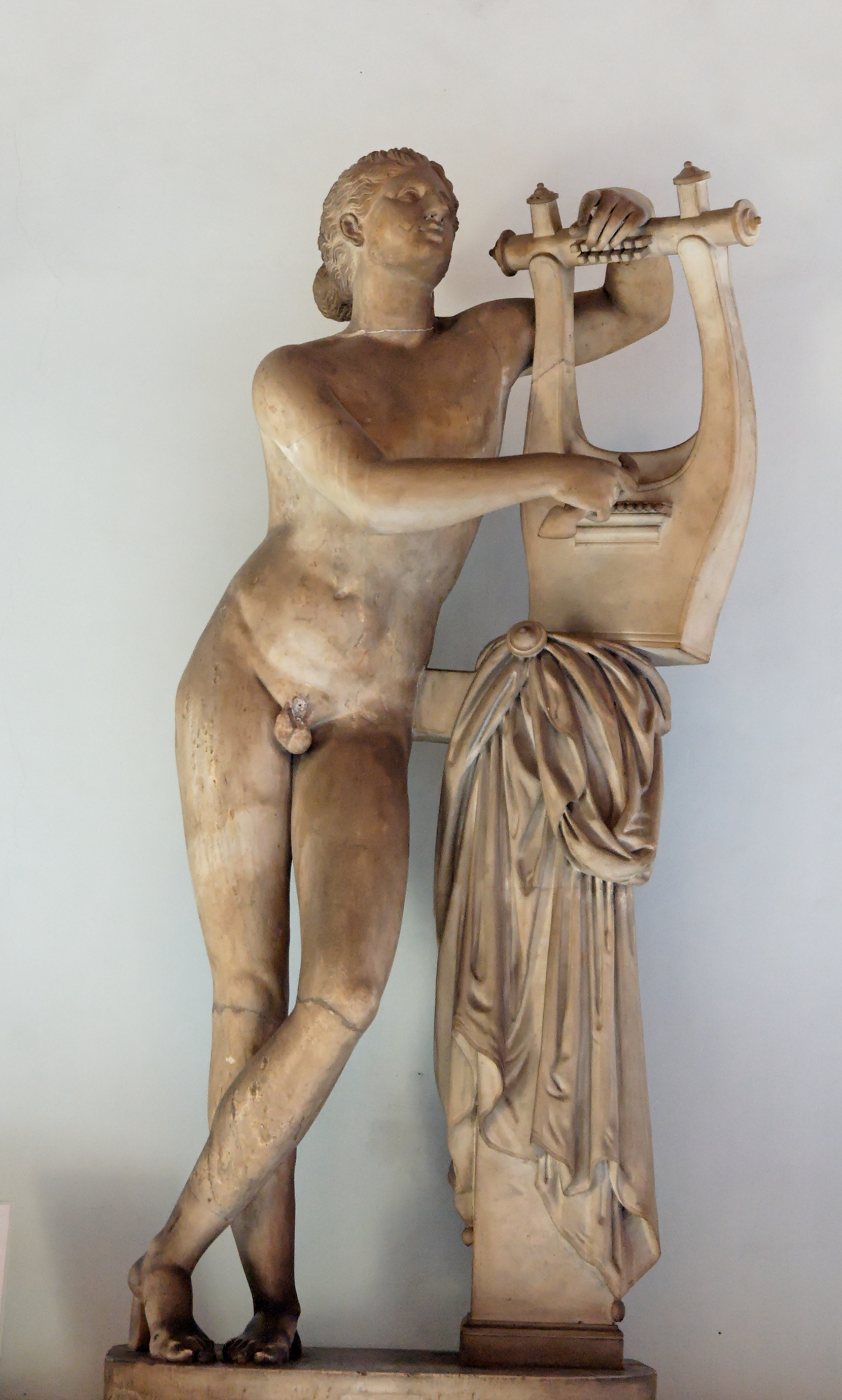
Copia romana del Pothos di Skopas

Il primo periodo dell'arte repubblicana fu una continuazione dello stile arcaico (come nei tempi gemelli dell'area di Sant'Omobono o quelli del largo Argentina). Una sostanziale rivoluzione si ebbe quando i romani entrarono in contatto sempre più stretto coi greci, che culminò nella conquista della Magna Grecia, della Grecia ellenica, della Macedonia e dell'Asia Minore. I bottini di guerra fecero arrivare in patria un enorme afflusso di opere d'arte, che metteva i romani nell'imbarazzante questione di accettare come superiore una cultura da essi sconfitta. Nacquero due partiti, uno filoelleno, fine amante dell'arte greca, capeggiato dal circolo degli Scipioni, e uno tradizionalista e filoromano capeggiato da Catone il Censore e i suoi seguaci. L'enorme afflusso di opere greche non si arrestò, anzi quando la domanda da parte di collezionisti appassionati superò l'offerta di opere originali, nacque il gigantesco mercato delle copie e delle opere ispirate ai modelli classici del V e IV secolo a.C. (neoatticismo).
Fu solo dopo un certo periodo che i romani, "digerita" l'invasione di opere greche di tanti stili diversi (per epoca e per regione geografica) iniziarono a sviluppare un'arte peculiarmente "romana", anche se ciò fu dovuto in grande parte a maestranze greche e ellenistiche. In particolare fu sotto il governo di Silla che si notano i primi albori dell'arte romana, che si sviluppò originalmente soprattutto in tre campi: l'architettura, il ritratto fisiognomico e la pittura.
Un fenomeno tipicamente romano fu la produzione in quantità di massa di copie dell'arte greca, soprattutto del periodo classico databile tra il V e il IV secolo a.C. Questo fenomeno prese avvio nel II secolo a.C. quando crebbe a Roma una schiera di collezionisti appassionati di arte greca, per i quali ormai non bastavano più i bottini di guerra e gli originali provenienti dalla Grecia e dall'Asia Minore. Il fenomeno delle copie ci è giunto in massima parte per la scultura, ma dovette sicuramente riguardare anche la pittura, gli elementi architettonici e le cosiddette arti applicate. Le copie di statue greche di epoca romana hanno permesso la ricostruzione delle principali personalità e correnti artistiche greche, ma hanno anche perpetrato a lungo tempo negli studiosi moderni alcune idee errate, come la convinzione che le tipologie dell'arte greca fossero caratterizzate dalla fredda accademicità delle copie, o che l'arte romana stessa fosse un'arte dedita principalmente alla copiatura, falsandone la prospettiva storica.
Per i romani non esisteva lo storicismo e in nessuna fonte antica si trovano echi di un diverso apprezzamento tra opera originale e copia, che evidentemente erano considerati pienamente equivalenti. Non mancarono esempi però di raffazzonature, pasticci e modifiche arbitrarie, come nel caso di un Pothos di Skopas, del quale esistono copie simmetriche usate per fare pendant nella decorazione architettonica.

### Letteratura greco-romana
Già in età ellenistica Roma si era fatta conoscere per i crescenti successi ottenuti, prima in Magna Grecia, poi nel Mediterraneo occidentale contro Cartagine, ed infine contro il regno di Macedonia e dei Seleucidi. Molti letterati, artisti e filosofi si erano, quindi, riversati nella giovane capitale romana. E così la letteratura latina aveva potuto crescere al punto da raggiungere in importanza e completezza quella greca: il suo apice si ebbe sotto Cesare e Augusto. Del resto fin dalle origini, la letteratura latina si era ampiamente nutrita di opere e modelli greci. La stessa storiografia greca, a partire da Polibio, aveva cominciato a porre Roma al centro della sua attenzione. Polibio, testimone principale della fine dell'indipendenza greca, cercò di convincere i suoi compatrioti della necessità di sottomettersi a Roma e condannò coloro che avevano cercato di resisterle.
Con la fine dei regni ellenistici, che avevano dato grande impulso alla diffusione del greco in tutta l'area mediterranea orientale e del vicino Oriente, addirittura permettendo di superare le antiche divisioni interne dialettali (koinē dialektos), questa lingua si trovò ad essere all'interno dell'Impero romano come il mezzo naturale per comunicare verso le molte aree decentrate provinciali orientali. Vi è da aggiungere che la classe dirigente romana conosceva il greco, mentre pochi erano i Greci che conoscevano in modo appropriato il latino.
Ad un periodo in cui la pubblicistica e storiografia ellenistica si erano dimostrate ostili all'invasore e dominatore romano, subentrò un periodo in cui Roma apparve come la vera forza trainante e focale dei valori tradizionali e profondi dello stesso ellenismo e che vide, tra i suoi maggiori interpreti globali, Dionigi di Alicarnasso (60-7 a.C.), spalancando di fatto la via all'integrazione tra due culture, romana e greca. Publio Elio Aristide (117-180), nel suo "Encomio a Roma" dipingeva Roma come una polis greca, mostrando così uno dei punti massimi di incontro tra cultura greca e mondo romano. Dione di Prusa (40-120), pur essendo ostile a Domiziano, come del resto era anche lo stesso senato romano, mostrò grande apprezzamento nei confronti degli imperatori romani Vespasiano, Tito e oltre all'Optimus Princeps, Traiano.